# Gewone dophei
Gewone dophei (Erica tetralix) is een soort uit het geslacht dophei (Erica). 

## Determinatie
Gewone dophei is een dwergstruik die een hoogte bereikt van ± 10–60 cm. De kleine, vrij langwerpige bladeren staan in vierdelige kransen. Ze zijn van boven kort behaard en meestal klierachtig gewimperd. De soort bloeit van juni tot in oktober. Ze vormt schermvormige trossen met roze bloemen; heel soms worden er ook witbloemige exemplaren aangetroffen.

## Ecologie
Gewone dophei komt voor op vochtige tot natte, zure, oligotrofe tot meso-oligotrofe veen-, leem- en zandgronden. Ze komt vooral voor in dwergstruwelen en venige moerassen. Daarnaast komt ze in mindere mate ook voor in lichte bossen, schrale graslanden en rotsvegetatie.
Vegetatie waarin gewone dophei domineert en het aspect bepaalt wordt vaak beheerd door met enige regelmatig te plaggen, waardoor de grond schraal blijft. Vroeger staken boeren hun heideplaggen het liefst op dopheidevelden en gebruikte de plaggen als stro in hun potstallen. Bij eutrofiëring – veelal door (naburige) intensieve landbouw – treedt vergrassing en soms ook verbraming op.
Gewone dophei is een belangrijke drachtplant voor hommels en wordt in Noord-Brabant dan ook wel hommelehèij genoemd. Alleen hommels met een lange tong kunnen bij de nectar komen. Hommels met een korte tong breken in door een gaatje te bijten onder in de bloemkroon, waarna ook honingbijen gebruik kunnen maken van het door de hommel gemaakte gaatje. Ook vlinders, zoals het heideblauwtje bezoeken gewone dophei.

### Syntaxonomie
Gewone dophei staat te boek als zeer zwakke kensoort voor de klasse van hoogveenbulten en natte heiden (Oxycocco-Sphagnetea), waarbinnen zij haar optimum bereikt in de associatie van gewone dophei (Ericetum tetralicis).
Ook is het een indicatorsoort voor het vochtig heischraal grasland, een karteringseenheid in de Biologische Waarderingskaart (BWK) van Vlaanderen en het Brussels Hoofdstedelijk Gewest met als code 'hmo'.

## Verspreiding
Het verspreidingsgebied van gewone dophei strekt zich ruwweg uit over de aan de Noord- en Oostzee grenzende landen van het noordelijke tot zuidwestelijke deel van Europa. In Nederland is ze algemeen op de hogere zandgronden. In Drenthe komen nog enkele grote heidevelden met gewone dophei voor, zoals in het Nationaal Park Dwingelderveld.